# 帕哈雷斯德拉兰普雷亚纳
帕哈雷斯德拉兰普雷亚纳，是西班牙卡斯蒂利亚-莱昂萨莫拉省的一个市镇。 总面积28平方公里，总人口496人（2001年），人口密度18人/平方公里。